# Хастат
Хастати (от латинското hasta – копие) са били най-младите войници в Древния Рим, разположени в първата линия на легиона. Първоначално били въоръжени с ударни копия – хасти, а по-късно – през IV–III в. започнали да се превъоръжават с по-леки метателни копия – пилуми. Въоръжението на хастата се състояло от два пилума, гладиус, щит (скутум), бронзов шлем и нагръдник, а в по-късни времена – ризница (lorica hamata). До 387 пр.н.е. това са бил стандартните легионери. Преди атака те хвърляли копията си, за да могат да обезвредят щитовете на врага, като го правели по уязвим.